# Eichenbarleben
Eichenbarleben – dzielnica gminy Hohe Börde w Niemczech, w kraju związkowym Saksonia-Anhalt, w powiecie Börde.
Do 31 grudnia 2009 była to oddzielna gmina wchodząca w skład wspólnoty administracyjnej Hohe Börde. Do 30 czerwca 2007 należała do powiatu Ohre.

## Geografia
Eichenbarleben leży na zachód od Magdeburga.

## Osoby urodzone w Eichenbarleben
- Gustav von Alvensleben - pruski generał piechoty